# Lycodes turneri
Lycodes turneri és una espècie de peix de la família dels zoàrcids i de l'ordre dels perciformes.

## Morfologia
- Els mascles poden assolir 25 cm de longitud total.[4][5]

## Hàbitat
És un peix marí, de clima polar i demersal que viu entre 10-125 m de fondària.

## Distribució geogràfica
Es troba a Alaska, el Canadà i Groenlàndia.

## Observacions
És inofensiu per als humans.